# گمینا گلینویتسک
گمینا گلینویتسک (به لهستانی:  Gmina Glinojeck) یک گمینا در لهستان است که در شهرستان چیخانوف واقع شده‌است. گمینا گلینویتسک ۱۵۳٫۴۹ کیلومتر مربع مساحت و ۸٬۱۶۶ نفر جمعیت دارد.